# Jacobsonia
Jacobsonia (лат.) — род клещей из семейства Laelapidae отряда Mesostigmata.
6 видов. Афротропика. Обнаружены на многоножках (Myriapoda).

## Распространение
Встречаются в тропической Африке к югу от Сахары.

## Описание
Обнаружены на многоножках (Myriapoda), в том числе рода Spirostrepta и вида Pachybolus macrosternus из класса двупарноногие (Diplopoda).

## Классификация
- Jacobsonia africanus Fain, 1994 — Камерун
- Jacobsonia andrei Fain, 1994 — Камерун
- Jacobsonia berlesei Casanueva & Johnston, 1992 — Ява
- Jacobsonia puylaerti Fain, 1994 — Конго, Киншаса
- Jacobsonia submollis (Berlese, 1910)
- Jacobsonia tertia Vitzthum, 1931